# Octobre 1820

## Événements

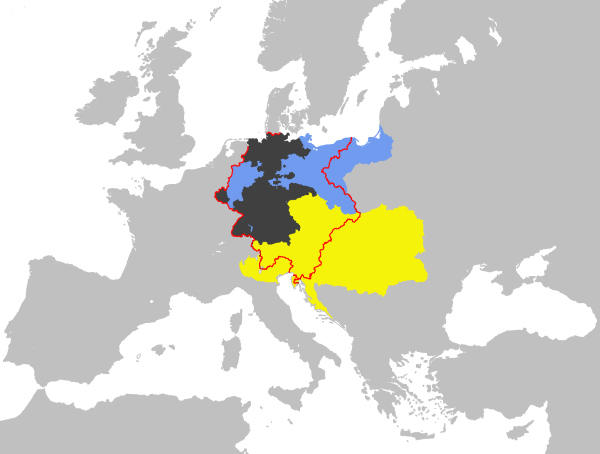
Frontières du Deutscher Bund en 1820.

- Guerre entre l’empire ottoman et la Perse[1]. Le chah marche jusqu’aux portes de Bagdad (fin en 1823).
- Sur ordre de la Porte, Méhémet Ali organise une mission au Soudan dirigée par son fils qui soumet la région de Kordofan[2]. L'Égypte fait la conquête du Soudan (fin en 1821).

- 3 octobre : début du règne de Daoguang, empereur Qing de Chine (fin en 1850)[3].

- 4 octobre : début de la première campagne d'Arenales dans la sierra du Pérou (fin le 8 janvier 1821).

- 8 octobre : suicide du roi Henri Christophe, qui régnait sur la partie septentrionale d'Haïti. Celle-ci passe sous l'autorité du président Jean Pierre Boyer, qui ne contrôlait jusque-là que la partie méridionale du pays (26 octobre)[4].

- 9 octobre : indépendance de Guayaquil[5]. Début de la guerre d'indépendance de l'Équateur et de la Province Libre de Guayaquil. Batailles de Camino Real (9 novembre)[6], de Huachi (22 novembre)[7], de Verdeloma[8] et de Tanizahua (3 janvier 1821)[9].

- 11 octobre : le roi de Madagascar Radama Ier renouvelle le traité avec les Britanniques[10], et reçoit l’assistance de trois sergents étrangers promus généraux.

- 17 octobre, France : exécution à Rosières-en-Santerre (Somme), des trois meneurs des « chauffeurs du Santerre », dont Prudence Pezé alias la « Louve de Rainecourt ».

- 18 octobre, États-Unis : traité de Doak's Stand avec les Choctaws.

- 20 octobre - 20 décembre : congrès de Troppau réunissant les Alliés de la Sainte-Alliance pour proposer un règlement à la question italienne. Metternich obtient que ses membres interviennent militairement dans les pays dont les régimes seraient en contradiction avec ses principes[11]. Le pape défend le principe de légitimité face aux mouvements insurrectionnels d’Espagne et de Naples et approuve les interventions des forces de la Sainte-Alliance.

- 29 octobre (17 octobre du calendrier julien) : mutinerie du régiment de la Garde Semenovski à Saint-Pétersbourg[12], pour protester contre les brutalités de son chef, le colonel Schwartz.

## Naissances
- 13 octobre : John William Dawson (mort en 1899), géologue canadien.
- 17 octobre : Édouard Roche (mort en 1883), astronome français.

## Décès
- 11 octobre : James Keir (né en 1735), chimiste, géologue, industriel et inventeur écossais.